# Oswald Waldschmidt
Oswald Waldschmidt (* 14. Dezember 1879 in Korbach; † 19. Mai 1949 ebenda) war ein deutscher Amtsrichter und Politiker (DNVP).

## Leben
Waldschmidt war der Sohn des Professors und Konrektors am Korbacher Gymnasium Karl Friedrich Georg Waldschmidt (1832–1912) und dessen Ehefrau Emma Julie Louise Albertine, geborene Marc. Er heiratete am 10. März 1920 in Korbach Hildegard Agnes Adelheid Stöcker (1895–1985). Waldschmidt war der Enkel von Louis Friedrich Christian Curtze und der Bruder von Max Waldschmidt.
Er studierte Rechtswissenschaften und wurde Amtsrichter, später Amtsgerichtsrat am Amtsgericht Korbach. Er war Präsident der Waldecker Landessynode und wurde 1929 Regierungsdirektor in Erfurt.
Von 1914 bis 1919 war er Abgeordneter im Landtag des Fürstentums Waldeck-Pyrmont. Er wurde im Wahlkreis Kreis des Eisenbergs gewählt. Nach der Novemberrevolution war er von 1919 bis 1929 für die DNVP Abgeordneter in der Verfassungsgebenden Waldeck-Pyrmonter Landesvertretung bzw. der Waldecker Landesvertretung. In den Jahren 1922 bis 1929 war er Präsident der Landesvertretung des Freistaates Waldeck. Er war führend bei den Verhandlungen über den Anschluss Waldecks an Preußen beteiligt.
Waldschmidt wurde anlässlich der 400-Jahr-Feier der Universität am 25. Juni 1927 „als Zeugnis warmer Anerkennung seines erfolgreichen Wirkens für die Jubiläumsstiftung und zugleich als Zeichen herzlichen Dankes für die Opferbereitschaft des Landes Waldeck für die Hessische Landesuniversität“ als Ehrensenator der Universität Marburg ausgezeichnet.